# 雷默 (明尼蘇達州)
雷默（英語：Remer）是一個位於美國明尼蘇達州卡斯縣的城市。

## 人口
根據2020年美國人口普查的數據，雷默的面積為3.44平方千米，當中陸地面積為3.44平方千米，而水域面積為0.00平方千米。當地共有人口391人，而人口密度為每平方千米114人。